# Neobisium longidigitatum
Espèce
Synonymes
- Obisium longidigitatum Ellingsen, 1908

Neobisium longidigitatum est une espèce de pseudoscorpions de la famille des Neobisiidae.

## Distribution
Cette espèce est endémique de Nouvelle-Aquitaine en France. Elle se rencontre dans les Pyrénées-Atlantiques à Aussurucq dans les grottes d'Istaürdy et d'Atteconduaco Silua et à Arudy dans la grotte de Malarode.

## Description
L'holotype mesure 2,65 mm.

## Systématique et taxinomie
Cette espèce a été décrite sous le protonyme Obisium longidigitatum par Ellingsen en 1908. Elle est placée dans le genre Roncus par Beier en 1932 puis dans le genre Neobisium par Heurtault en 1975.

## Publication originale
- Ellingsen, 1908 : Biospéologica. VII. Pseudoscorpiones (seconde série). Archives de Zoologie Expérimentale et Générale, sér. 4, vol. 8, p. 415-420 (texte intégral).